# Аксентьев, Леонид Александрович
Леонид Александрович Аксентьев (1 марта 1932, Баку, АзССР, СССР — 21 октября 2020, Казань, Россия) — математик, доктор физико-математических наук, профессор Казанского государственного университета.

## Биография
Родился 1 марта 1932 года в Баку.
Поступил в 1949 году на физико-математический факультет Казанского государственного университета и в 1954 году окончил его с отличием по специальности «Математика».
После получения диплома поступил в аспирантуру при кафедре дифференциальных уравнений КГУ и в 1958 году защитил кандидатскую диссертацию.
С 1953 года работал в Казанском государственном университете на кафедре дифференциальных уравнений:
- лаборантом,
- ассистентом (с 1954 года),
- доцентом (с 1960 года),
- профессором (с 1972 до 1978 года).

С 1978 по 2019 год работал на должности профессора кафедры математического анализа КГУ.
Был членом редколлегии (1966—1970) и заместителем главного редактора (1980—2019) журнала «Известия вузов. Математика».
Владел немецким и английским языком.
Скончался 21 октября 2020 года в Казани. Похоронен на Арском кладбище.

## Научная деятельность
Кандидат физико-математических наук с 1958 года. Тема кандидатской диссертации «Достаточные признаки однолистности и их применение к обратным краевым задачам теории аналитических функций», научный руководитель — доцент Сергей Николаевич Андрианов.
Доктор физико-математических наук с 1971 года. Тема докторской диссертации «Геометрические свойства решений краевых задач для аналитических функций».
Научные интересы:
- геометрическая теории функций комплексного переменного и её приложения;
- обратные краевые задачи.

Обосновал эффективные признаки однолистности в геометрической теории функций.
Дал схему решения обратных краевых задач на римановых поверхностях.

## Награды, премии, почётные звания
Медаль «Ветеран труда» (1983).
Заслуженный деятель науки Татарской АССР (1991).
Нагрудный знак «Почётный работник высшего профессионального образования Российской Федерации» (1998).
Заслуженный деятель науки Российской Федерации (2004).
Медаль «В память 1000-летия Казани» (2005).
Заслуженный профессор Казанского университета (2007).

## Публикации
- Связь внешней обратной краевой задачи с внутренним радиусом области. Изв. вузов. Математика, 1984, № 2, с. 3-11.
- Достаточные условия конечности аналитических функций и их приложения. Итоги науки и техники, ВИНИТИ, Математический анализ, 1987, т. 25, с. 3-121 (совместно с Ф. Г. Авхадиевым и А. М. Елизаровым).
- Многолистные функции из расширенных классов Беккера и Нехари и их гидромеханическое истолкование // Известия вузов. Математика, 1999, № 6.
- Об отображениях, связанных с градиентом конформного радиуса // Известия вузов. Математика, 2009, № 6.